# Everybody's Angel
Everybody's Angel è il terzo album della cantautrice britannica Tanita Tikaram, pubblicato dall'etichetta discografica East West nel 1991.
I brani del disco, disponibile su long playing, musicassetta e compact disc, sono interamente composti dall'interprete.
Dall'album vengono tratti due singoli, Only the Ones We Love e I Love the Heaven's Solo.

## Tracce

### Lato A
1. Only the Ones We Love
2. Deliver Me
3. This Story in Me
4. To Wish This
5. Mud in Any Water
6. Sunface
7. Never Known

### Lato B
1. This Stranger
2. Swear by Me
3. Hot Pork Sandwiches
4. Me in Mind
5. Sometime with Me
6. I Love the Heaven's Solo
7. I'm Going Home